# Ruth Infarinato
Ruth Daniela Infarinato Morrizon (Lomas de Zamora, provincia de Buenos Aires, 17 de junio de 1969) es una animadora, actriz, periodista y conductora de televisión argentina. Se impuso como una de las principales figuras del mundo juvenil hispano gracias a su trabajo de más de diez años como VJ en MTV Latinoamérica. También se ha desempeñado como actriz en largometrajes argentinos, y participó en campañas publicitarias para Disney, 7'Up, Apple y Panasonic, entre otras. 
Es reconocida por su look distintivo, que incluía cabello teñido de anaranjado o fucsia, ropas a la moda y su estilo de hablar apegado al español de Estados Unidos.

## Biografía
Ruth Infarinato fue una de las conductoras más reconocidas en MTV para la región hispanoamericana. Por más de diez años se mantuvo como la personalidad principal al aire de dicha cadena, participando diariamente en programas que llegaban a más de 25 millones de hogares en 22 países.
Además de conductora, fue coproductora y escribió varios programas interactivos, entre ellos Conexion, el cual fue el programa de mayor índice de audiencia de MTV Latinoamérica, siendo visto en todo el Cono Sur del continente americano. En dicho programa entrevistó a varias personalidades del mundo del espectáculo internacional, como Madonna. 
En julio de 2002, el show a cargo de su conducción fue cancelado para dar paso a un nuevo formato, tanto del show como del canal, dando paso a Conexión y finalizando su participación de diez años en MTV Latinoamérica. En ese mismo año condujo Ñus en Canal (á). En octubre de 2003 tuvo un breve regreso en MTV como conductora de 10 años 100 videos.
Actualmente se desempeña como directora de comunicaciones de la Fundación América Latina en Acción Solidaria, más conocida como Fundación ALAS o simplemente ALAS, que tiene como fundadores a Shakira, Alejandro Sanz, Miguel Bosé y empresarios de la región. 
Vive en Miami, Estados Unidos.

## Filmografía
Protagonizó el filme +bien dirigido por Eduardo Capilla estrenado en 2001.